# Норманді (Теннессі)
Норманді (англ. Normandy) — місто (англ. town) в США, в окрузі Бедфорд штату Теннессі. Населення — 108 осіб (2020).

## Географія
Норманді розташоване за координатами 35°27′8″ пн. ш. 86°15′29″ зх. д. / 35.45222° пн. ш. 86.25806° зх. д. (35.452228, -86.258071).  За даними Бюро перепису населення США в 2010 році місто мало площу 0,60 км², уся площа — суходіл. В 2017 році площа становила 0,63 км², уся площа — суходіл.

## Демографія
Згідно з переписом 2010 року, у місті мешкала 141 особа в 52 домогосподарствах у складі 40 родин. Густота населення становила 237 осіб/км².  Було 58 помешкань (97/км²).
Расовий склад населення:
| - 96,5 % — білих - 1,4 % — корінних американців |

До двох чи більше рас належало 1,4 %. Частка іспаномовних становила 0,7 % від усіх жителів.
За віковим діапазоном населення розподілялося таким чином: 29,8 % — особи молодші 18 років, 65,2 % — особи у віці 18—64 років, 5,0 % — особи у віці 65 років та старші. Медіана віку мешканця становила 35,8 року. На 100 осіб жіночої статі у місті припадало 93,2 чоловіків;  на 100 жінок у віці від 18 років та старших — 90,4 чоловіків також старших 18 років.
За межею бідності перебувало 6,3 % осіб, у тому числі 11,8 % дітей у віці до 18 років та 25,0 % осіб у віці 65 років та старших.
Цивільне працевлаштоване населення становило 29 осіб. Основні галузі зайнятості: освіта, охорона здоров'я та соціальна допомога — 27,6 %, виробництво — 20,7 %, транспорт — 13,8 %.